# Dolicholobium seruiense
Dolicholobium seruiense är en måreväxtart som beskrevs av M.E. Jansen. Dolicholobium seruiense ingår i släktet Dolicholobium och familjen måreväxter. Inga underarter finns listade i Catalogue of Life.